# Cumbre de la Unión Africana 2011
La Cumbre de la Unión Africana 2011 se celebró del 28 de junio al 1 de julio en Malabo, la capital de la República de Guinea Ecuatorial por invitación del Jefe de Estado de Guinea Ecuatorial, Teodoro Obiang Nguema Mbasogo.
En enero del 2011, La nominación de Obiang a la Presidencia de la Unión Africana fue anunciada por su predecesor, el Presidente de Malaui, President Bingu wa Mutharika en una cumbre de jefes de Estado en Addis Abeba, capital de Etiopía. Bajo las reglas de la UA, el liderazgo político del bloque rota anualmente entre las cinco regiones geográficas de África.